# Badhotell

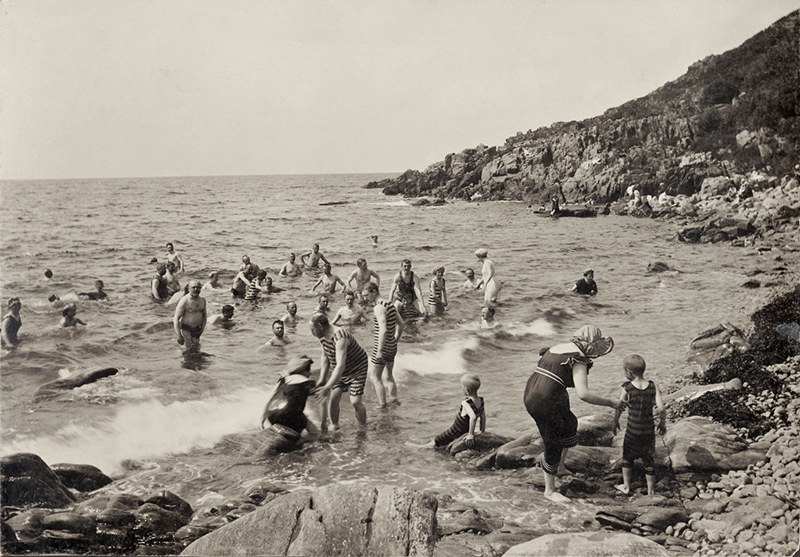
Badande vid Ransvik vid Mölle, omkring 1910

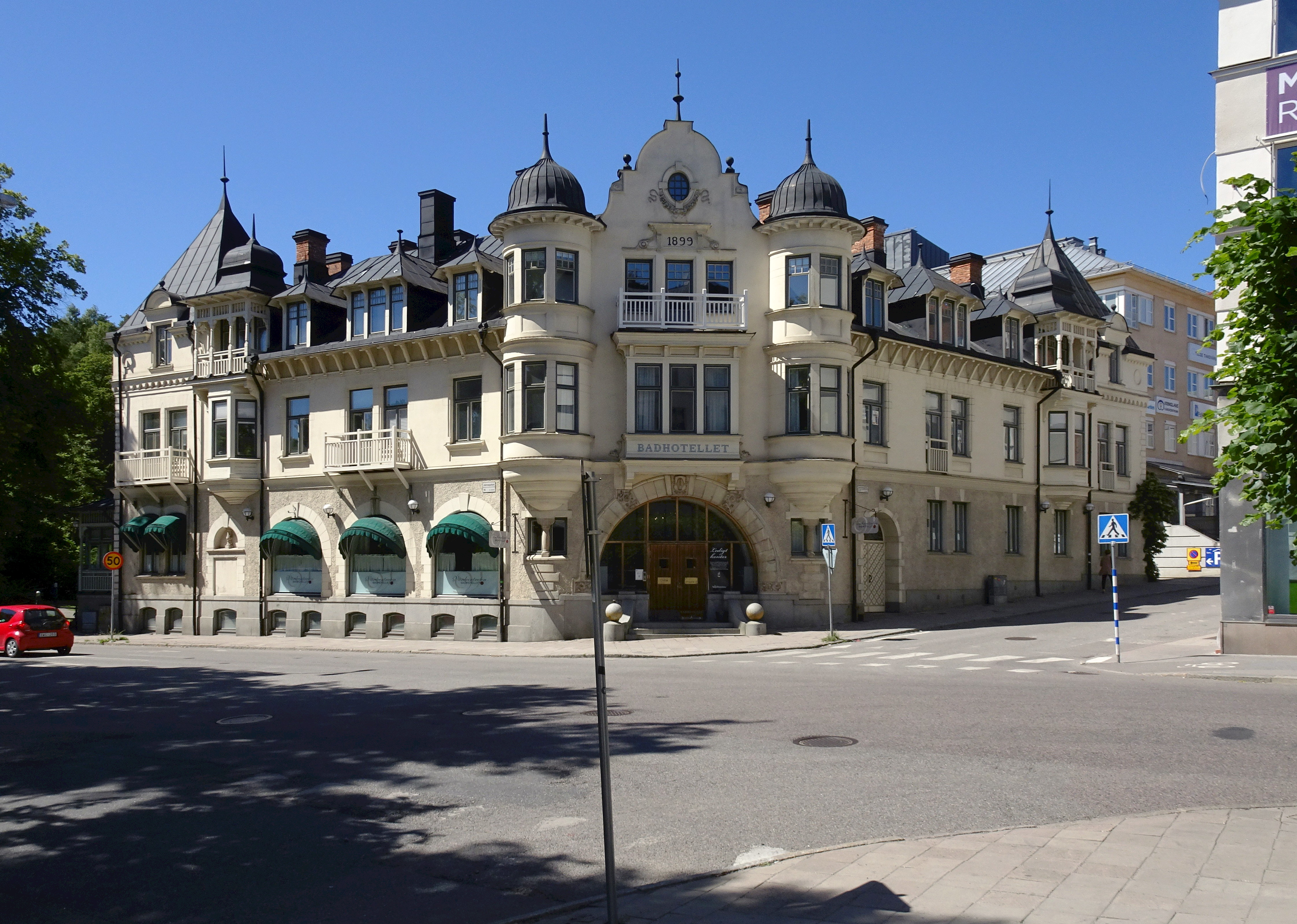
Badhotellet i Södertälje

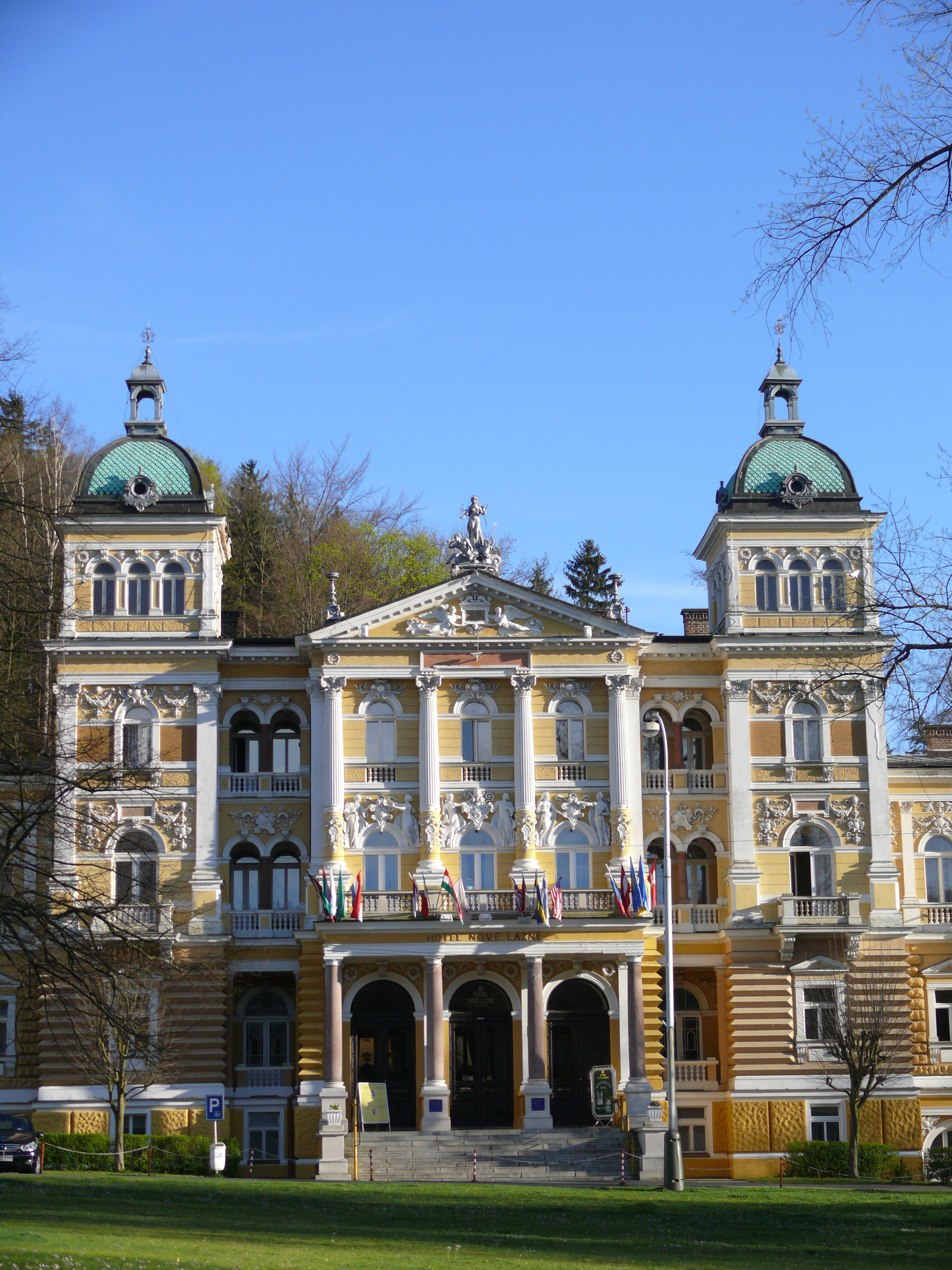
Hotel Nové Lázně i Maienbad i Mariánské Lázně (tidigare Marienbad) i Tjeckien

Badhotell är ett hotell på en kurort eller badort som har en inriktning mot att härbärgera badgäster i en badanläggning i det egna hotellet, i ett särskilt badhus, i utombadbassänger eller i sjö- eller havsbad.
I Sverige var Mölle en ort, där flera badhotell tidigt inrättades för badgäster som också badade i havet tillsammans, män och kvinnor, efter mönster från Tyskland. Denna vana kom att omtalas åren närmast efter sekelskiftet 1800/1900 som "synden i Mölle". Gemensamhetsbaden ägde rum vid Ransvik, strax norr om samhället. Från 1885 kunde besökare ta sig till Höganäs med Skåne–Hallands Järnväg och därifrån till Mölle med häst och vagn.och från 1886 fanns en fast ångbåtsförbindelse med Helsingborg via Viken. En järnväg mellan Höganäs och Mölle, Möllebanan, invigdes 1910. Åren före 1914 utvecklades Mölle till framför allt en turistort för tyskar och danskar. Flera stora badhotell och –pensionat byggdes i Mölle, till exempel Hotell Mölleberg (1898), Pensionat Mölle (1903, utbyggt till Turisthotellet i början av 1910-talet) och Grand Hotel 1908–1909, 
I Danmark byggdes badhotell utefter kusterna från slutet av 1800-talet. frekventerade framförallt av övre medelklassen och överklassen, vilka hade tid och pengar för att utnyttja dem. Från Köpenhamn begav sig folk norrut på Sjælland och tog in på hotell på orter som Tisvildeleje och Gilleleje. Männen återvände ofta till staden för att återkomma nästkommande helg, medan fru och barn blev kvar på hotellet i veckorna. Efter hand under de närmaste decennierna blev badhotellen mer exklusiva.

## Nuvarande och tidigare badhotell i urval

### Sverige
- Hotell Mölleberg i Mölle (badhotell fram till 1970-talet)
- Turisthotellet i Mölle (hotell till 2012)
- Grand Hotel i Mölle
- Falsterbohus i Falsterbo
- Löftadalens folkhögskola i Åsa (badhotell mellan 1934 och mitten av 1940-talet, vid Åsa Havsbad)
- Nynäs havsbad i Nynäshamn
- Badhotellet i Södertälje (numera kontorshus)
- Ystad Saltsjöbad
- Saltsjöbadens sanatorium och badanstalt (från 1957 Saltsjöbadens sjukhus)
- Tyringe badanstalt och sanatorium, senare Tyringe kurhotell

### Danmark
- Brøndums Hotel, Skagen på Nordjylland
- Dyvig Badehotel, i Sønderborgs kommun på Als
- Svinkløv Badehotel, i Slettestrand, Jammerbugts kommun på Nordjylland
- Henne Mølle Å Badehotel, Blåvand på Jylland

## Bildgalleri

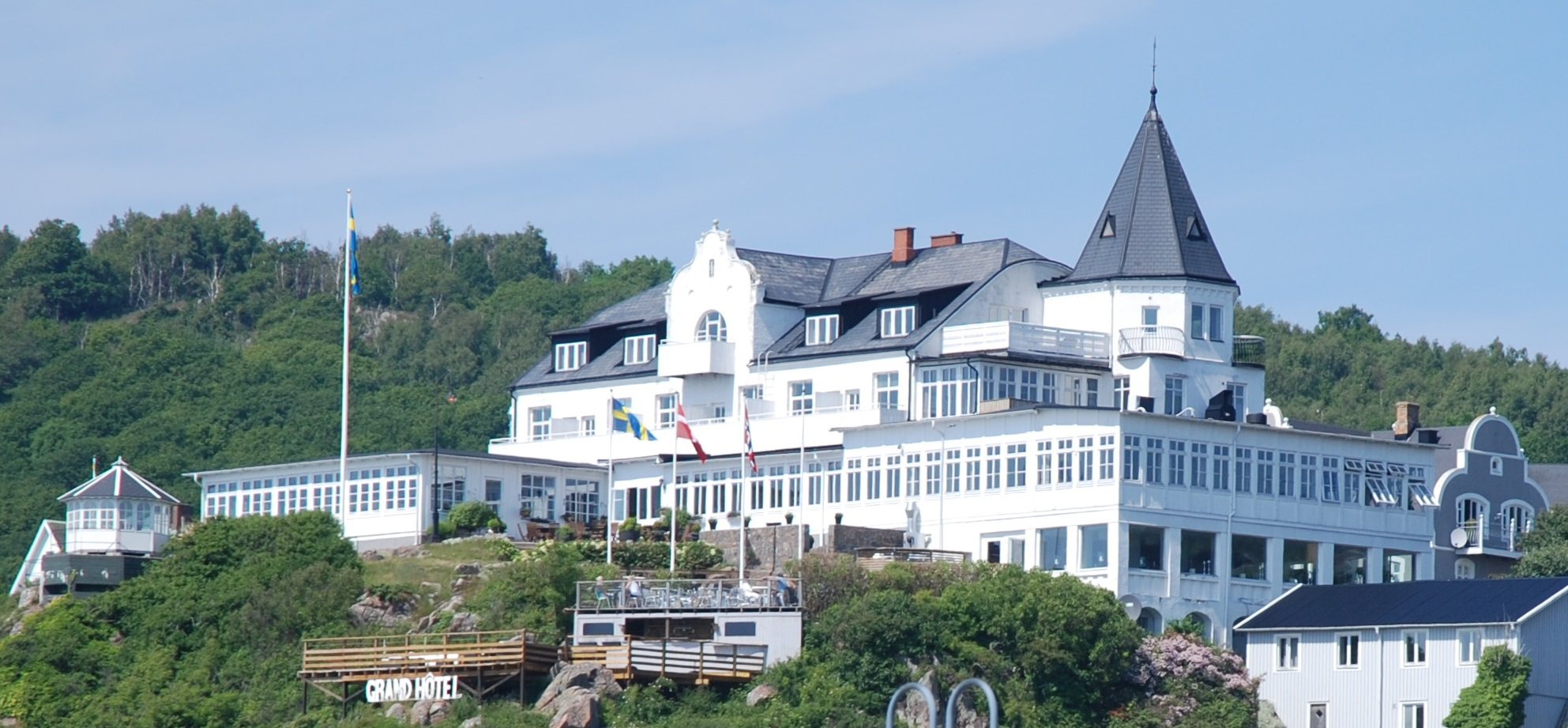
Grand Hotel i Mölle
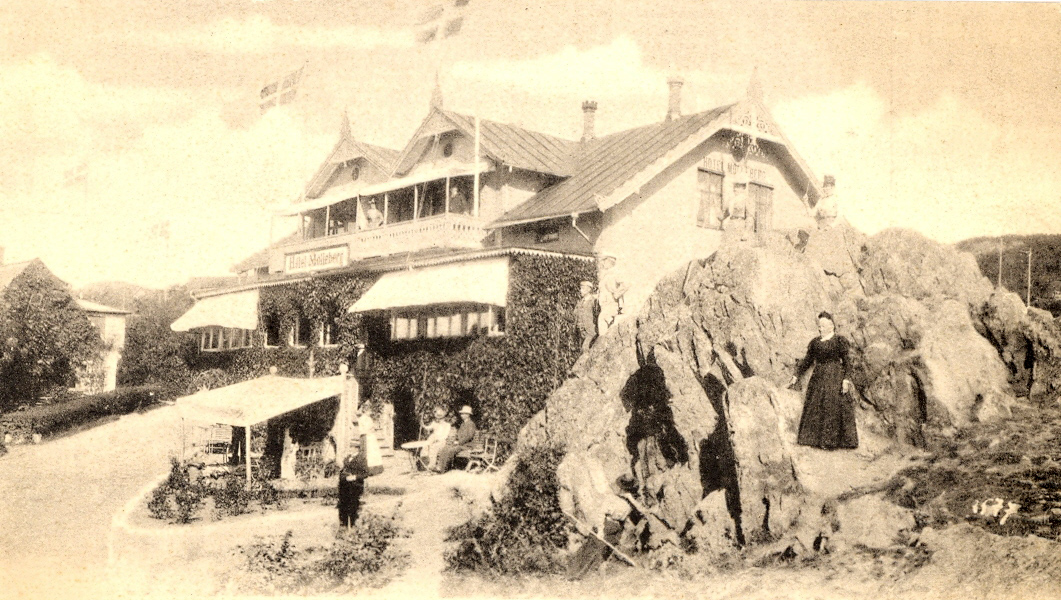
Hotel_Mölleberg,_1900
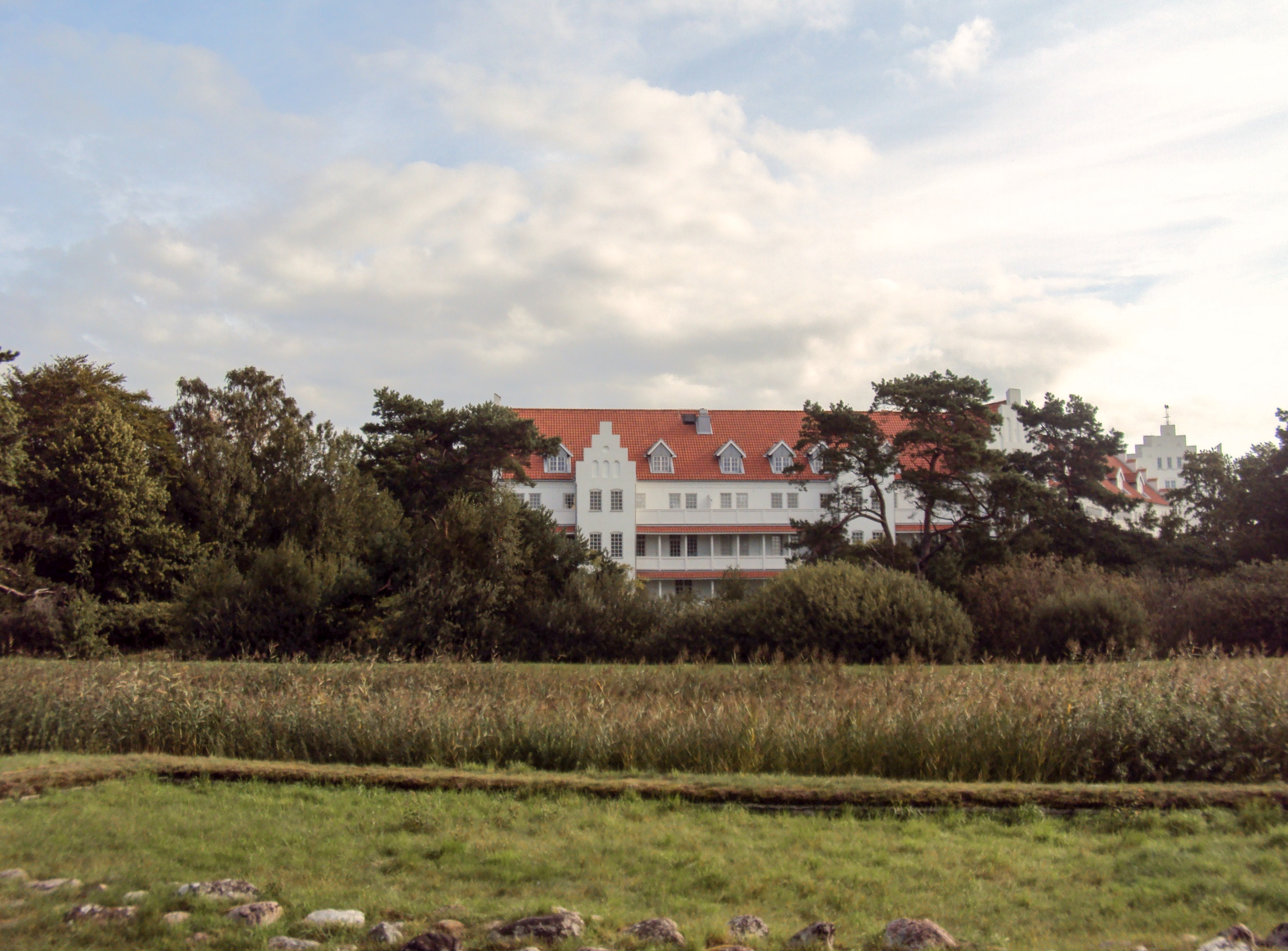
Falsterbohus
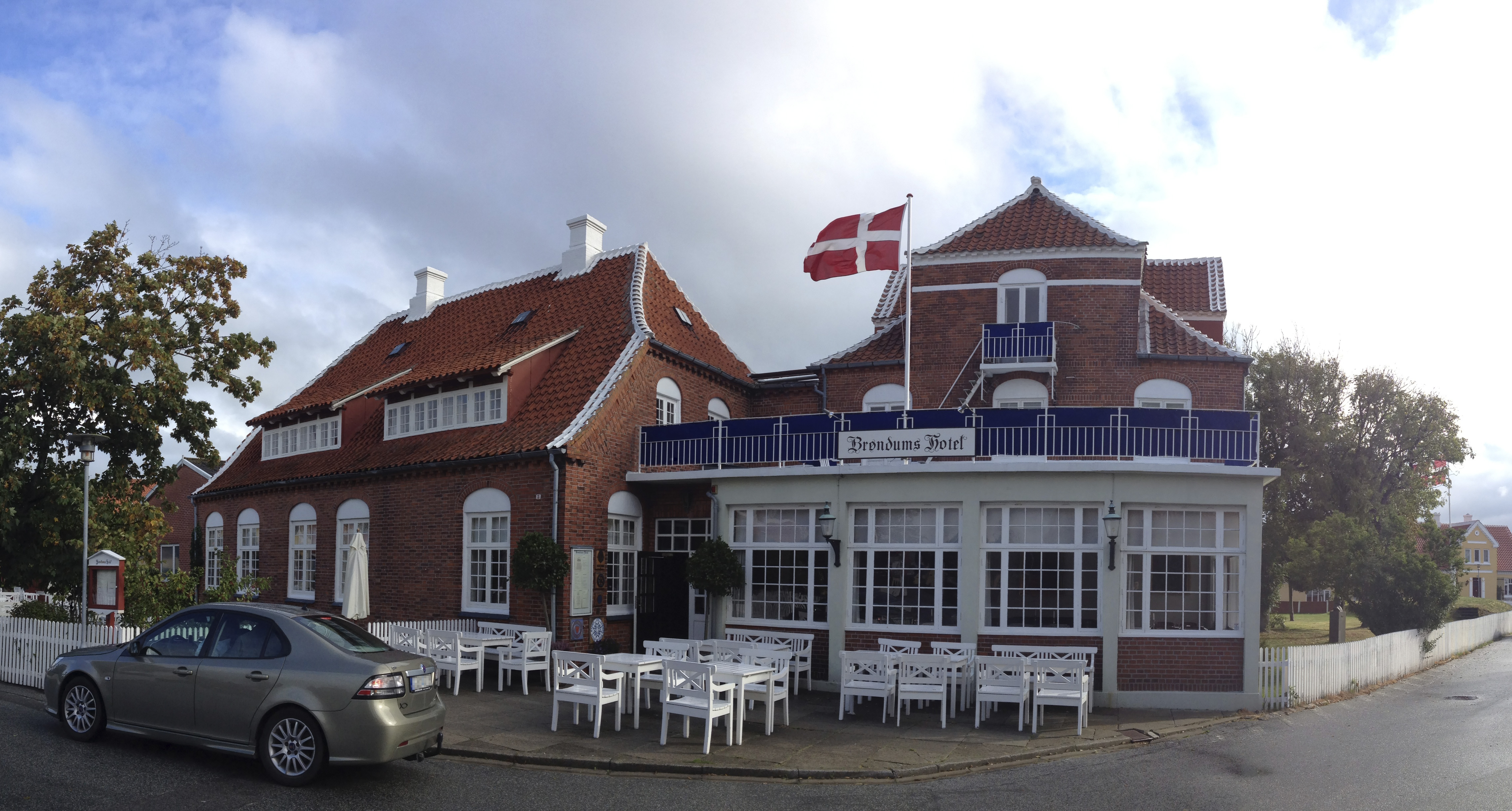
Brøndums Hotel i Skagen
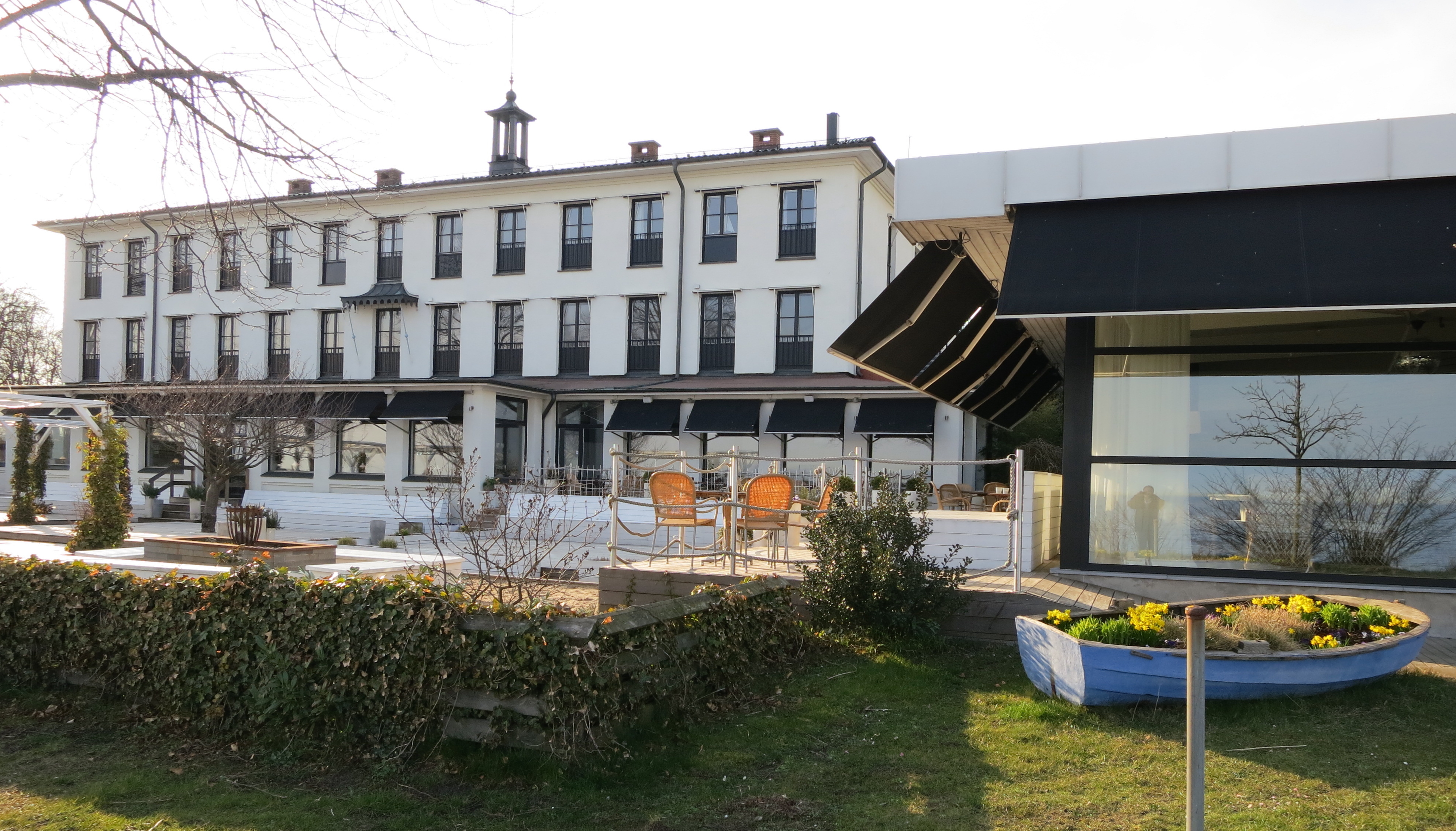
Ystad Saltsjöbad
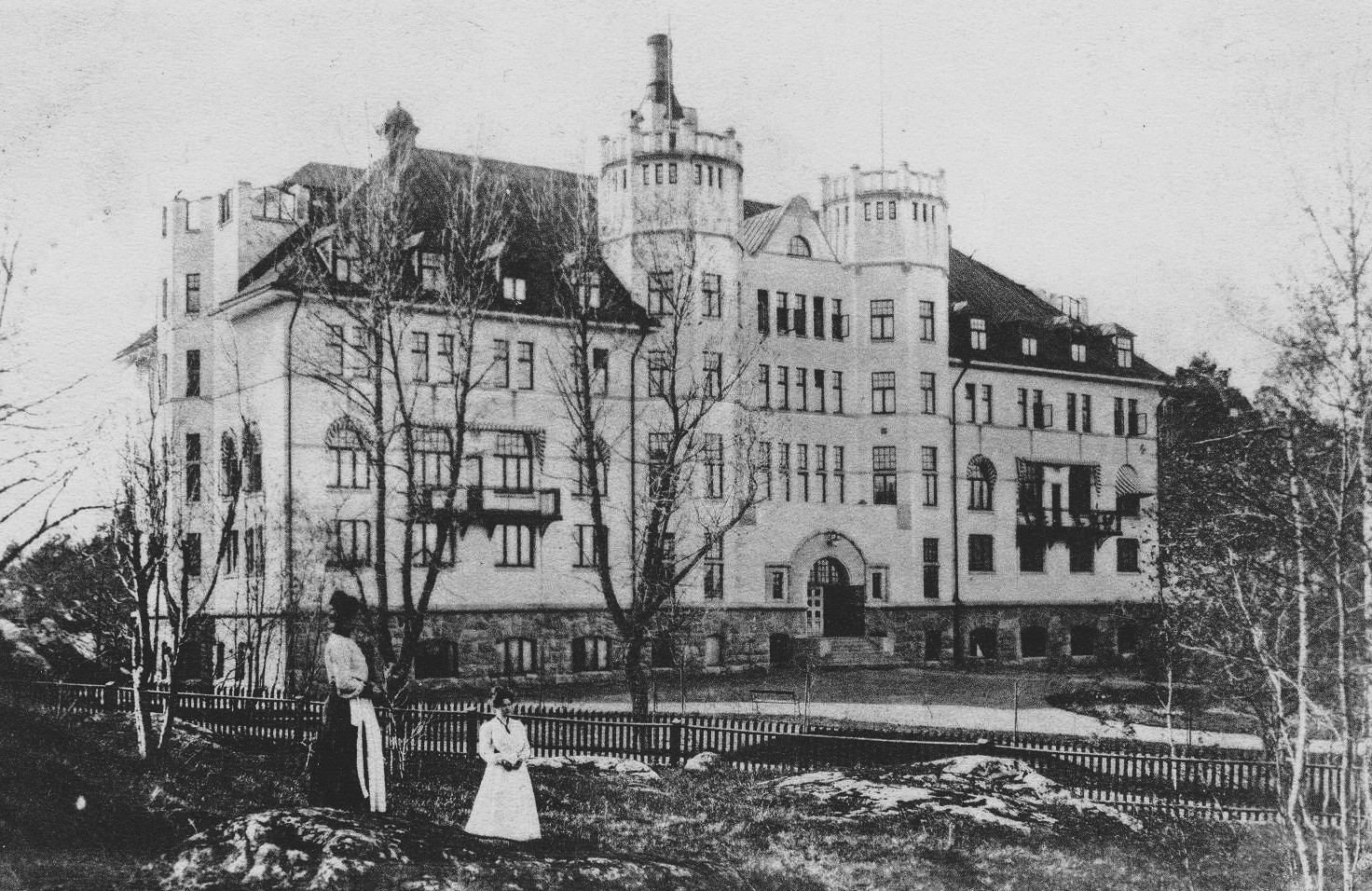
Saltsjöbadens sanatorium och badanstalt, 1903
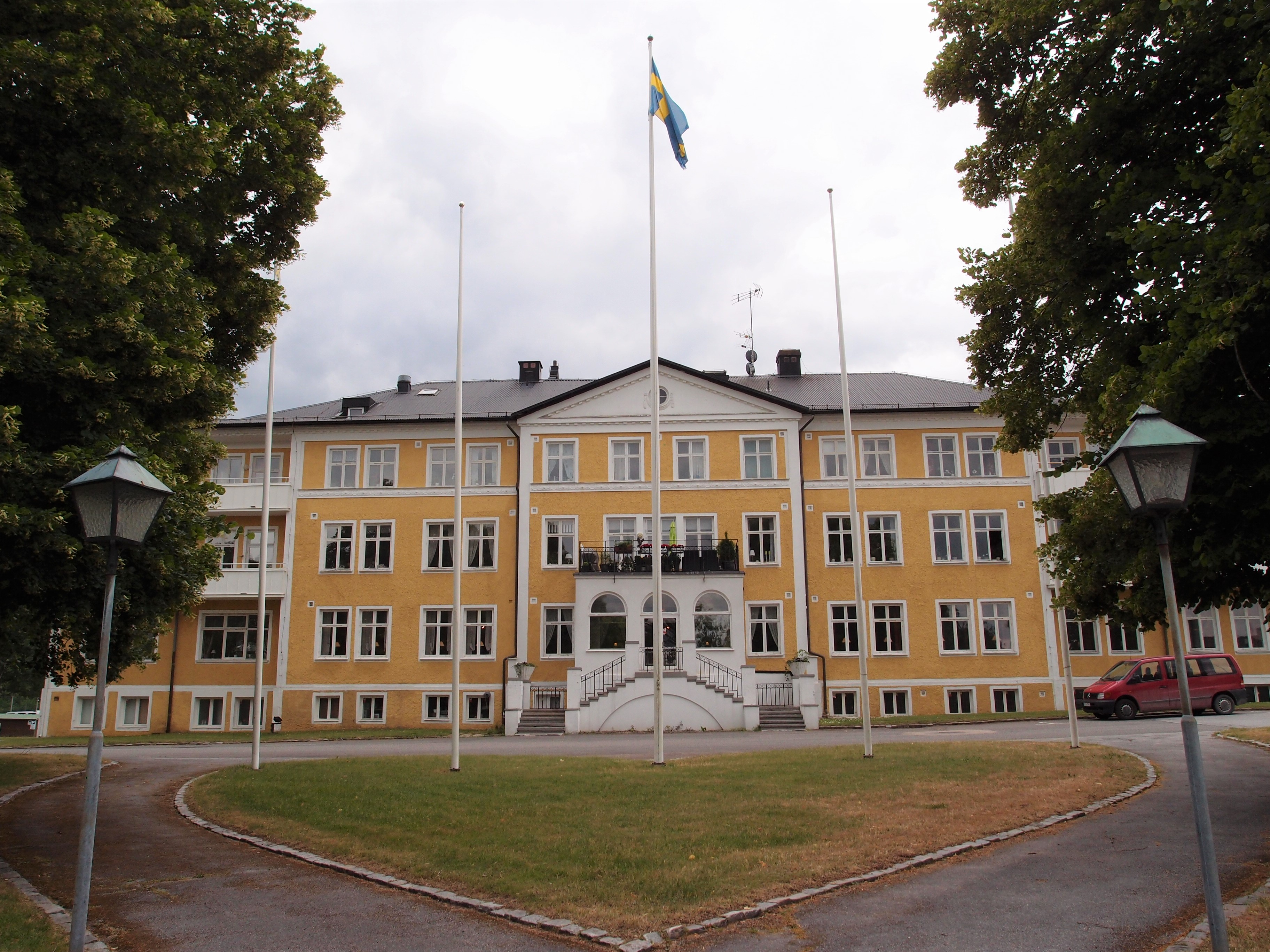
Tyringe kurhotell, 2018
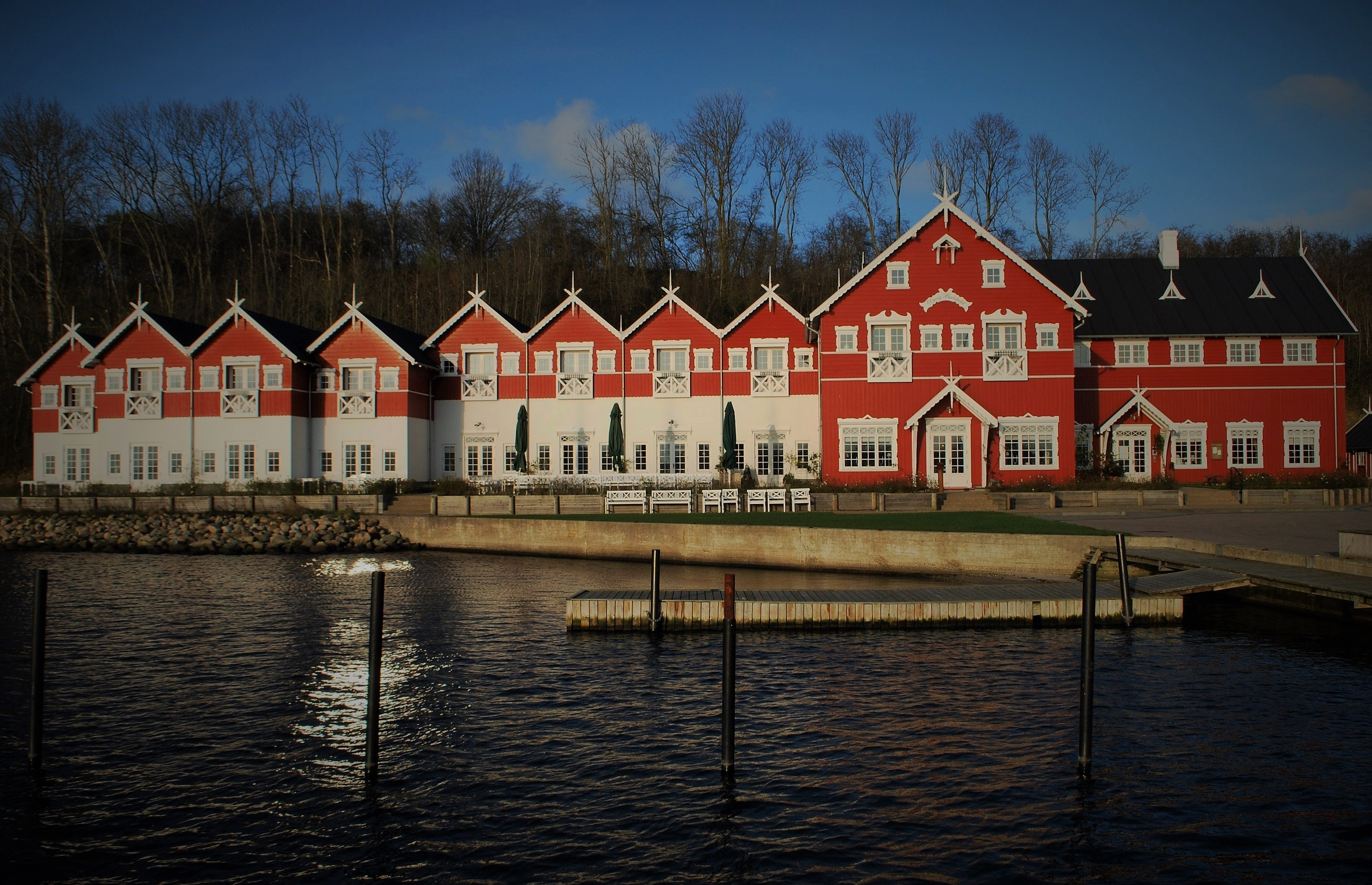
Dyvig Badehotel